# Microrégion
La microrégion est, selon la Constitution brésilienne de 1988, un regroupement de municipalités limitrophes. Sa finalité est de réaliser l'organisation, la planification et les exécutions des œuvres publiques d'intérêt commun, définies par la loi complémentaire de l'État. 
Cependant, rares sont les microrégions qui fonctionnent ainsi. Elles sont beaucoup plus connues en relation à l'usage pratique qu'en fait l'Institut brésilien de géographie et de statistique (IBGE) qui, pour des fins statistiques et sur la base de similitudes économiques et sociales, divise les différents États de la fédération brésilienne en microrégions.
En 2017, l'IBGE a remplacé  la division des États en mésorégions et microrégions  par leur division en régions géographiques intermédiaires et immédiates. La nouvelle division ne tient pas seulement compte de la  proximité géographique mais aussi des affinités économiques, sociales et humaines actuelles.